# Podbal
Podbalul (Tussilago farfara) este o plantă medicinală din familia Asteraceae. Popular mai este numit brusturel, cenușoară, limba vecinei, gușa găinii. Este apreciată încă din antichitate pentru calitatea de a „alunga tusea”. Frunzele de podbal au proprietăți emoliente, tonice, antispastice, secretolitice și antiinflamatoare, fapt pentru care sunt utilizate în fitoterapie.
Podbalul conține alcaloizi pirolizidinici, care sunt tumorigenici și hepatotoxici, putând produce cancer hepatic și alte afecțiuni ale ficatului. Din această cauză comercializarea podbalului (varietatea naturală) a fost interzisă în Germania. În Germania și Austria aceasta a fost înlocuită cu o varietate clonală care nu conține concentrații detectabile de alcaloizi pirolizidinici.

## Descriere
Este o plantă perenă erbacee. Este printre primele plante care înfloresc primăvara devreme, în luna martie, având culoare galbenă, cu diametrul de 2-3 cm. Are cca. 50–300 mm, tulpina este florieră lânos-păroasă, acoperită de scvame alungite, roșiatice. Tulpina crește primăvara timpuriu înainte de dezvoltarea frunzelor. Florile sunt galbene, în antodiu (antodiu sau calatidiu - inflorescență specifică plantelor).
Frunzele de la baza tulpinii au limbul aproape rotund, adânc corodat. Fructele sunt achene.
De la podbal se recoltează în scop medicinal frunzele mari, late, care cresc direct din rizomi, după ofilirea florilor. Frunzele de podbal conțin mucilagii, tanini, substanțe amare (tusilagină), acizi grași, carotenoizi, inulină, fitosteroli, flavone, substanțe triterpeniceși săruri minerale.

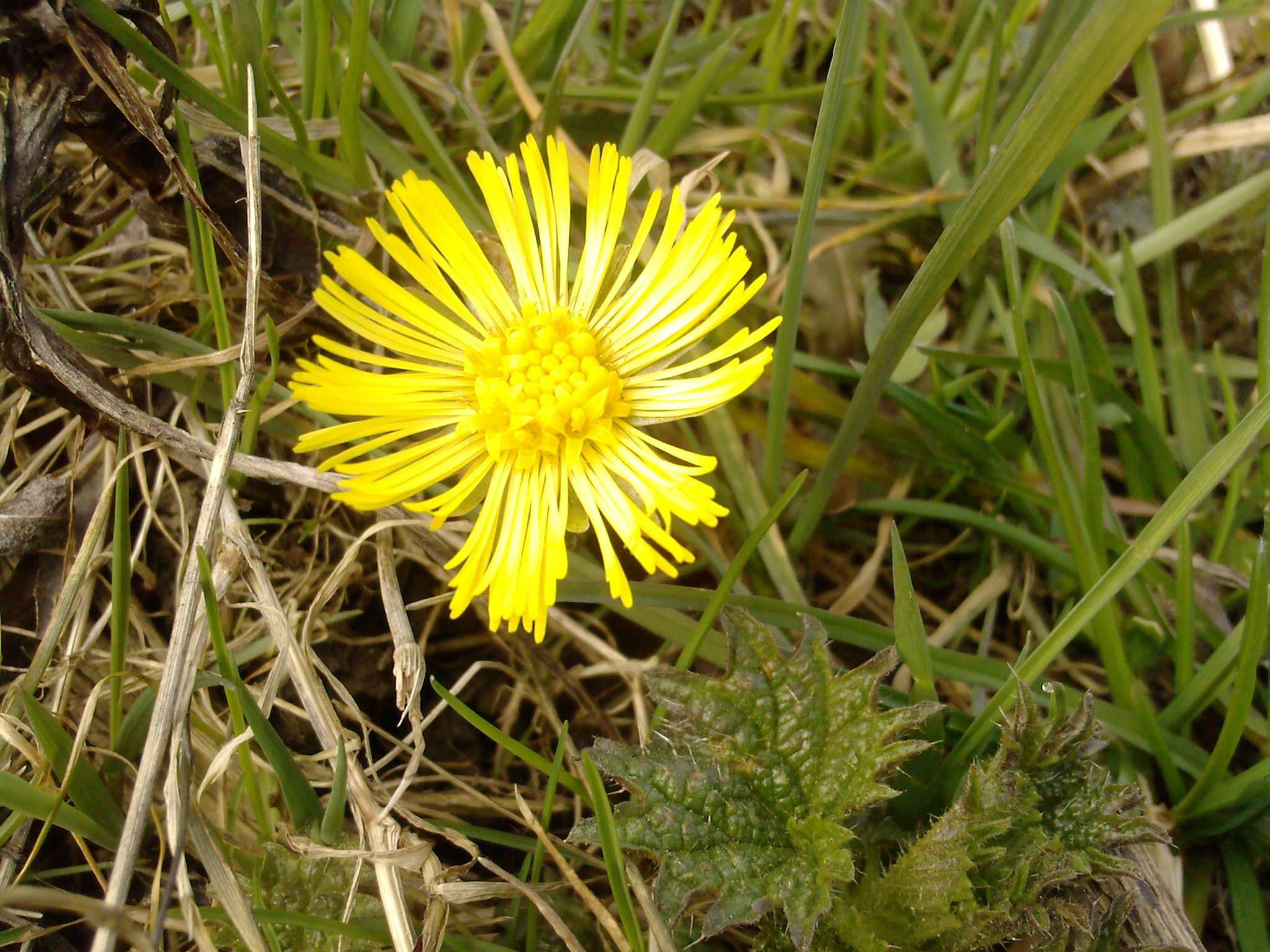
Podbal (calatidiu - luna martie)

## Răspândire
Crește  prin locurile necultivate, pe coastele erodate, râpoase, pe malul apelor, prin locuri umede.